# Indeterminabilitat
El terme indeterminabilitat és un concepte de la filosofia estètica desenvolupat per Juan Benítez Jamchen que es recolza en el temperament intermedi de Friedrich Schiller i que sorgeix de la necessitat de repassar els conceptes de la determinabilitat schilleriana i de crear una estètica que puga assegurar el seu propi exercici subjectiu. L'autor defineix l'estètica de la indeterminabilitat com: "aquell corrent de la filosofia estètica on, des dels àmbits subjectius kantians i intersubjectius hursselians, se situen aquells espais temperats necessaris que obren les fronteres dels propis patrons de la mateixa estètica, permetent que intervinga la realitat esdevinguda que es determina o estableix, així com que aquesta tinga la qualitat mateixa de la seua subjectivitat, sense que puguen arribar a ser deterministes o objectivistes, per l'exercici propi d'algun patró, que és la tendència, fins i tot estètica, de tot pensament."
El significat semàntic de la indeterminabilitat és: la qualitat d'allò indeterminable, o conjunt de característiques que fan que una cosa siga indeterminable. Allò que és indeterminable és una cosa que pot ser indeterminada, per la qual cosa és allò que tendeix a la indeterminació però no està encara completament indeterminat.

## Estètica de la indeteminabilitat
L'estètica de la indeterminabilitat, creada l'any 2009, se suma a les teories estètiques contemporànies que treballen en la configuració de noves gnoseologies, oferint eines perquè tant el pensament com l'experiència estètiques, no queden absolutament subordinades a l'objectivitat que marca el subjectiu portat a l'extrem. D'aquesta manera, sent de qualitat subjectiva, tant el subjectiu com l'objectiu esdevingut, queden subjectes a l'exercici de la seua indeterminació, sense pertànyer, per això, als camps de l'indeterminisme, precisament per ser indeterminable i no indeterminat. Distingeix quatre estats de pensament fonamentals del humà: L'estat determinat, sobrevinguda del judici kantià. L'estat determinable, definit per Schiller, que tendeix sempre al determinat, i que considera l'estètic com una catarsi romàntica que descansa en la llei. L'estat indeterminable, que tendeix a la indeterminació, però mai arriba a ser indeterminat. Aquest estat ofereix la possibilitat que tant el sensible com el pensant, sobrevisquen en una convivència, que encara vivint en el conflicte i l'acord, propi del subjectiu, tendeix sempre a l'exercici del seu temperament, qualitat mateixa del indeterminable. I finalment, l'estat d'indeterminació, que, des dels àmbits de discussió de l'estètica de la indeterminabilitat, no existeix excepte en els extrems del determinat.
J. Benítez adverteix que, “encara que allò indeterminable està basat en el temperament intermedi schillerià, aquest és sol un pas previ a l'estat més realitzat on es considera el temperament intermedi en l'exercici de la seua tendència i no com alguna cosa objectivada i realitzada, que va ser, precisament, la característica del temperament de Schiller que va portar a la humanitat al desastre del romanticisme radical, ja que van tirar del fil de la determinabilitat com una cosa que podia ser establerta i objectivada. El temperament determinable shillerià, si està subjugat per la llei, no permet el seu exercici lliure, i portats a l'extrem de la seua pròpia frontera subjectiva, s'objectivitza també al final, doncs es fa, absolutament indeterminada, i aquest extrem, està precisament connectat amb la determinació pura. El temperament intermedi, no obstant això, des dels àmbits indeterminables, és una aspiració que es mou en els àmbits d'allò possible que, en l'exercici per mantenir-la, es relaciona amb un estat connectat amb els estats de consciència, que la nova ciència anomena “buit quàntic”; d'aquesta manera se separa de la indeterminació pura que concepte del “no-res”. Al mateix temps, la indeterminabilitat permet ajustar-se a allò que és determinat, encara que siga de manera conjuntural, o de necessitat per a l'exercici de la humana condició que se sosté en la llei natural.
Com la indeterminabilitat només determina conjunturalment per a la realització necessària i inevitable de l'exercici lògic, doncs la seua substància és l'exercici de reflexió, les relacions amb l'ètica i altres determinacions del judici lògic no són dogmàtiques, sinó obertes a ser canviades en tot moment, en funció de la intersubjectivitat o altres mecanismes. Per això, el judici reflexiu no està condemnat a les lleis, però aquestes són respectades si mantenen un diàleg amb el judici reflexiu. D'aquesta manera, es dissipa la visió kantiana de la separació estricta entre judici reflexiu i el judici lògic, encara tirant del seu propi fil reflexiu. L'experiència estètica de la indeterminabilitat és condescendent, amb tot això, amb el diàleg entre el reflexiu i el lògic, entre el subjectiu i l'objectiu, entre la mimesi i el poètic… De la mateixa manera, permet diàleg amb els seus contraris, com podria ser entre allò que és possible i allò impossible, la calor i el fred, etc.; en definitiva, conversa amb les paradoxes, però no s'assenta en cap, gràcies a la seua qualitat estètica d'allò que tendeix sempre a indeterminar-se. La característica clau de l'estètica de la indeterminabilitat és que no es regeix, de manera absoluta, pel tret subjectiu que li és pròpia, doncs en indeterminar-se a si mateixa, treballa en un continu projecte d'impermanència –característica de la contradictòria llei natural on els humans estem immersos- que tendeix a establir-se, quan li és possible, en el temperament intermedi, base de tota creació. Amb això, deixem espai perquè la determinalitat, amb el seu judici lògic, puga també dialogar amb ella, assegurant que no es fa determinant, així com tampoc absolutament indeterminada, assolint un espai de relativitat que participa també del seient i de les pròpies fronteres de les particularitats reals que esdevenen. Aquests enllaços, transcendeixen l'estricta separació entre els judicis kantians i es basen en la constant temprança dels extrems o, cosa que és el mateix, temperen l'extrem possible que contenen els -ismes.”
En la mesura del possible realitzable, Juan Benítez Jamchen, en els seus últims treballs de Vida Natural Conscient, porta la indeterminabilitat als camps de la Natura i la consciència, assajant relacions filosòfiques i pràctiques dins de l'agricultura natural i de la pròpia vida, obrint un nou debat filosòfic sobre allò que és natural, conscient, la llei natural, els naturalismes, l'ètica, etc., i trencant amb això, el govern de la raó sobre la sensibilitat, a canvi d'un sensible possible, practicable i realitzable dins dels àmbits de la natura i l'espiritualitat, així com d'un pensant possible, practicable i realitzable en els mateixos camps d'acció. I tot això, basat en un moviment indeterminable, que dona aspiració al balanç del temperament intermedi, sensibilitat-raó humanes com a connectors de consciència, en diàlegs múltiples possibles oberts.
Amb les seues paraules:
“El caràcter relatiu implícit de la Natura –i aquesta inclou a l'ésser humà-, fa que tot allò que ha esdevingut en aquesta siga impermanent. La comprensió de la relativitat de la mateixa llei natural, és la clau per mantenir una relació harmoniosa i conversadora amb la Natura. L'experiència estètica indeterminable, per aquesta raó, manté la relativitat tant en els nostres pensaments com en les nostres sensacions percebudes, conjunyint-nos i integrant-nos, d'una manera possible, en la mateixa dimensió de la Natura. La sensibilitat i el pensament balancejant en el seu constant esdevenir natural. Però aquest fet no ens lleva la realitat fixa de la qual estem composts, de fet és part de la llei natural; per això, la indeterminabilitat compta també amb l'aspecte determinat que conté també la Natura, que són els fets reals percebuts en un moment determinat. Pensem i sentim, ens assentem en això, després fluïm en l'obertura d'aquesta frontera, perquè sabem que tot està obert a ser canviat. Per poder exercitar-nos en aquest esdevenir creador de realitats i mantenir la consciència de les realitats esdevingudes que es mantenen, hem de conjugar la llei natural amb la humana, llavors no tenim problemes per quedar-nos fixos en un lloc en un moment donat, i anar calmant tot allò que es fa extrem en allò que va ser establert, per la seua pròpia inèrcia d'establiment en la realitat, i estar sempre oberts perquè puga ser canviat. D'aquesta manera, evitem tant el relativisme com l'absolutisme.”